# Aviron aux Jeux olympiques de la jeunesse de 2014
Navigation
Édition précédente Édition suivante
Les épreuves d'aviron aux jeux olympiques de la jeunesse d'été de 2014 ont lieu au Nanjing Rowing-Canoeing School de Nankin, en Chine, du 17 au 20 août 2014.

## Qualification
Quatre compétitions permettent de se qualifier pour les épreuves d'aviron des Jeux olympiques de la jeunesse : le championnat du monde juniors 2013 et trois championnats continentaux,.
Pour participer les athlètes doivent être nés entre le 1er janvier 1996 et le 31 décembre 1997.

### Places qualificatives
| Nation           | Garçons | Garçons | Filles | Filles | Équipages | Athlètes |
| Nation           | M1x     | M2-     | W1x    | W2-    | Équipages | Athlètes |
| ---------------- | ------- | ------- | ------ | ------ | --------- | -------- |
| Algérie          | X       |         | X      |        | 2         | 2        |
| Allemagne        | X       |         |        | X      | 2         | 3        |
| Argentine        | X       |         | X      |        | 2         | 2        |
| Australie        | X       |         |        | X      | 2         | 3        |
| Autriche         |         | X       |        |        | 1         | 2        |
| Azerbaïdjan      | X       |         |        |        | 1         | 1        |
| Belgique         | X       |         |        |        | 1         | 1        |
| Biélorussie      |         |         | X      |        | 1         | 1        |
| Brésil           | X       |         | X      |        | 2         | 2        |
| Bulgarie         |         |         | X      |        | 1         | 1        |
| Canada           | X       |         |        | X      | 2         | 3        |
| Chili            |         | X       |        | X      | 2         | 4        |
| Chine            |         |         |        | X      | 1         | 2        |
| Corée du Nord    | X       |         |        |        | 1         | 1        |
| Croatie          |         | X       | X      |        | 2         | 3        |
| Cuba             | X       |         | X      |        | 2         | 2        |
| Danemark         |         |         | X      |        | 1         | 1        |
| Espagne          |         |         |        | X      | 1         | 2        |
| Égypte           |         | X       |        | X      | 2         | 4        |
| États-Unis       |         | X       |        | X      | 2         | 4        |
| France           | X       |         | X      |        | 2         | 2        |
| Grande-Bretagne  | X       |         | X      |        | 2         | 2        |
| Grèce            |         | X       | X      |        | 2         | 3        |
| Inde             |         | X       |        |        | 1         | 2        |
| Indonésie        | X       |         |        |        | 1         | 1        |
| Irlande          |         |         | X      |        | 1         | 1        |
| Italie           |         | X       | X      |        | 2         | 3        |
| Japon            |         |         | X      |        | 1         | 1        |
| Lituanie         | X       |         | X      |        | 2         | 2        |
| Nouvelle-Zélande | X       |         |        | X      | 2         | 3        |
| Norvège          | X       |         | X      |        | 2         | 2        |
| Ouzbékistan      | X       |         | X      |        | 2         | 2        |
| Paraguay         |         |         | X      |        | 1         | 1        |
| Pérou            | X       |         |        |        | 1         | 1        |
| Pologne          | X       |         |        | X      | 2         | 3        |
| Tchéquie         |         | X       | X      |        | 2         | 3        |
| Roumanie         |         | X       |        | X      | 2         | 4        |
| Salvador         | X       |         |        |        | 1         | 1        |
| Serbie           | X       |         |        |        | 1         | 1        |
| Slovénie         |         | X       |        |        | 1         | 2        |
| Sri Lanka        | X       |         |        |        | 1         | 1        |
| Togo             |         |         | X      |        | 1         | 1        |
| Tunisie          | X       |         | X      |        | 2         | 2        |
| Turquie          |         | X       |        |        | 1         | 2        |
| Ouganda          |         |         | X      |        | 1         | 1        |
| Ukraine          |         |         |        | X      | 1         | 2        |
| Viêt Nam         |         |         | X      |        | 1         | 1        |
| Zimbabwe         | X       |         | X      |        | 2         | 2        |
| Total: 48 CNO    | 24      | 12      | 24     | 12     | 72        | 96       |

### Skiff
| Épreuve                                | Lieu       | Date               | Total Places | Garçons qualifiés                                                                                        | Filles qualifiées                                                                             |
| -------------------------------------- | ---------- | ------------------ | ------------ | --- | --------------------------------------------------------------------------------------------- |
| Organisateur                           | -          | -                  | 0            | Chine | Chine                                                                                         |
| Championnat du monde juniors 2013      | Trakai     | 7–11 août 2013     | 11           | Australie Azerbaïdjan Cuba France Allemagne Royaume-Uni Lituanie Nouvelle-Zélande Norvège Pologne Serbie | Biélorussie Brésil Bulgarie Danemark France Royaume-Uni Grèce Irlande Italie Lituanie Norvège |
| Régate africaine                       | Tunis      | 9–10 octobre 2013  | 3            | Algérie Tunisie Zimbabwe                                                                                 | Algérie Tunisie Zimbabwe                                                                      |
| Régate asiatique                       | Samarcande | 13–17 octobre 2013 | 3            | Indonésie Corée du Nord Ouzbékistan                                                                      | Japon Ouzbékistan Viêt Nam                                                                    |
| Régate latine américaine               | Montevideo | 15–18 avril 2014   | 3            | Argentine Brésil Pérou                                                                                   | Argentine Cuba Paraguay                                                                       |
| Invitation de la commission tripartite | -          | -                  | 2            | Salvador Sri Lanka                                                                                       | Togo Ouganda                                                                                  |
| Quotas supplémentaires                 | -          | -                  | 2            | Belgique Canada                                                                                          | Croatie Tchéquie                                                                              |
| TOTAL                                  |            |                    |              | 24 | 24                                                                                            |

### Deux de pointe
| Épreuve                           | Lieu       | Date               | Total Places | Garçons qualifiés                                                           | Filles qualifiées                                                                       |
| --------------------------------- | ---------- | ------------------ | ------------ | --------------------------------------------------------------------------- | --------------------------------------------------------------------------------------- |
| Championnat du monde juniors 2013 | Trakai     | 7–11 août 2013     | 9            | Autriche Croatie Tchéquie Grèce Italie Roumanie Slovénie Turquie États-Unis | Australie Canada Allemagne Nouvelle-Zélande Pologne Roumanie Espagne Ukraine États-Unis |
| Régate africaine                  | Tunis      | 9–10 octobre 2013  | 1            | Égypte                                                                      | Égypte                                                                                  |
| Régate asiatique                  | Samarcande | 13–17 octobre 2013 | 1            | Inde                                                                        | Chine                                                                                   |
| Régate latine américaine          | Montevideo | 15–18 avril 2014   | 1            | Chili                                                                       | Chili                                                                                   |
| TOTAL                             |            |                    |              | 12                                                                          | 12                                                                                      |

## Programme
Le programme est le suivant :
Les horaires sont ceux de Chine (UTC+8)
| Date    | Jour     | Début   | Compétition                                                                                                 |
| ------- | -------- | ------- | --- |
| 17 août | Dimanche | 10 h 00 | Skiff filles : séries Skiff garçons : séries Paire filles : séries Paire garçons : séries                   |
| 18 août | Lundi    | 10 h 00 | Skiff filles : repêchage Skiff garçons : repêchage Paire filles : séries Paire garçons : séries             |
| 19 août | Mardi    | 10 h 00 | Skiff filles : demi-finales Skiff garçons : demi-finales Paire filles : repêchage Paire garçons : repêchage |
| 20 août | Mercredi | 10 h 00 | Skiff filles : finales Skiff garçons : finales Paire filles : finales Paire garçons : finales               |

## Compétitions

### Garçons
| Compétition            | Or                                           | Argent                               | Bronze                              |
| ---------------------- | -------------------------------------------- | ------------------------------------ | ----------------------------------- |
| Skiff garçons          | Tim Ole Naske                                | Boris Yotov                          | Dan de Groot                        |
| Deux de pointe garçons | Roumanie Gheorghe Robert Dedu Ciprian Tudosă | Tchéquie Miroslav Jech Lukáš Helešic | Turquie Gökhan Güven Eren Can Aslan |

### Filles
| Compétition           | Or                                                  | Argent                  | Bronze                                  |
| --------------------- | --------------------------------------------------- | ----------------------- | --------------------------------------- |
| Skiff filles          | Krystsina Staraselets                               | Athina Angelopoulou     | Camille Juillet                         |
| Deux de pointe filles | Roumanie Cristina Georgiana Popescu Denisa Tilvescu | Chine Luo Yadan Pan Jie | Canada Larissa Werbicki Caileigh Filmer |

## Tableau des médailles
| Rang  | Nation      | Or | Argent | Bronze | Total |
| ----- | ----------- | -- | ------ | ------ | ----- |
| 1     | Roumanie    | 2  | 0      | 0      | 2     |
| 2     | Allemagne   | 1  | 0      | 0      | 1     |
| 2     | Biélorussie | 1  | 0      | 0      | 1     |
| 4     | Azerbaïdjan | 0  | 1      | 0      | 1     |
| 4     | Tchéquie    | 0  | 1      | 0      | 1     |
| 4     | Grèce       | 0  | 1      | 0      | 1     |
| 4     | Chine       | 0  | 1      | 0      | 1     |
| 8     | Canada      | 0  | 0      | 2      | 2     |
| 9     | Turquie     | 0  | 0      | 1      | 1     |
| 9     | France      | 0  | 0      | 1      | 1     |
| Total | Total       | 4  | 4      | 4      | 12    |